# Ebikon
Ebikon é uma comuna da Suíça, no Cantão Lucerna. Em 2017 possuía 13.531 habitantes. Estende-se por uma área de 9,68 km², de densidade populacional de 1.397,8 hab/km². Confina com as seguintes comunas: Adligenswil, Buchrain, Dierikon, Emmen, Lucerna (Luzern).
A língua oficial nesta comuna é o Alemão.